# Prisons FC
Prisons FC ist ein ugandischer Fußballverein aus Kampala.

## Geschichte
Die größten Erfolge hatte der Verein Anfang der 70er Jahre, als sie zweimal die nationale Meisterschaft gewinnen konnten. Mittlerweile ist der Verein in der Versenkung verschwunden.

## Erfolge
- Uganda Premier League (2): 1968, 1969

## Statistik in den CAF-Wettbewerben
| Saison | Wettbewerb        | Runde    | Land      | Verein                   | Heim | Auswärts |
| ------ | ----------------- | -------- | --------- | ------------------------ | ---- | -------- |
| 1970   | CAF Champions Cup | 1. Runde | Somalia   | Lavori Publici Mogadishu | 4:2  | 1:2      |
|        | CAF Champions Cup | 2. Runde | Äthiopien | Tele SC Asmara           | 3:2  | 1:2      |

| Teilnahmen | Spiele | Sieg | Remis | Verl. | Tore | Punkte |
| 1          | 4      | 2    | 0     | 2     | 9:8  | 6      |
| ---------- | ------ | ---- | ----- | ----- | ---- | ------ |

- 1970: Tele SC Asmara siegte im Losentscheid.